# World of Ptavvs
World of Ptavvs to powieść science-fiction autorstwa Larry’ego Nivena, po raz pierwszy opublikowana w 1966 roku, umieszczona w jego cyklu Poznany Kosmos. Jest to pierwsza powieść opublikowana przez Nivena; bazuje na jego opowiadaniu o tym samym tytule z 1965 roku.

## Streszczenie fabuły
Statua odbijająca światło zostaje znaleziona na dnie jednego z ziemskich oceanów po tym, jak przeleżała tam półtora miliarda lat. Ludzie, którzy niedawno wynaleźli technologię pól siłowych spowalniających czas i odkryli, że jedno takie pole nie może działać wewnątrz drugiego, podejrzewają, że „Morska Statua” jest przybyszem z kosmosu zamkniętym w takim właśnie polu. Telepata Larry Greenberg zgadza się wziąć udział w eksperymencie: pole spowalniające czas zostaje utworzone dokoła Greenberga i statuy. Dzięki temu pole wokół statuy zostaje wyłączone, ujawniając Kzanola: żyjącego Thrinta, członka rasy o zdolnościach telepatycznych, która niegdyś rządziła galaktyką poprzez kontrolowanie umysłów innych stworzeń.
Eony temu statek Kzanola doznał katastrofalnej awarii: jego reaktywny napęd zawiódł, przez co komputer nawigacyjny automatycznie wystrzelił pilota w kosmos. Nie mając wystarczającej ilości energii do skoku w hiperprzestrzeń, Kzanol wycelował się w kierunku najbliższej niezamieszkanej planety Thrintów (którą, jak się okazuje, jest Ziemia), używanej jako kolonia drożdży do produkcji żywności; włączył też awaryjne pole czasowe swego kombinezonu, aby przeżyć długą podróż przez próżnię i wejście w atmosferę. Ponadto wysłał sygnał zmiany kursu na ósmą planetę systemu (Neptuna) do swego statku, schowawszy wcześniej swój hełm wzmacniający i inne wartościowe przedmioty w zapasowym kombinezonie (aby zapobiec ich odnalezieniu).
Kzanol założył, że Thrintowi, który był nadzorcą planety, uda się go uratować po tym, jak ujrzy pióropusz gazu wynikły z jego zderzenia z planetą. Jednakże jego wyczucie czasu nie mogło być gorsze: podczas gdy zmierzał na Ziemię zamknięty w polu czasowym, zniewolone rasy powstały przeciwko Thrintom. Stojąc w obliczu zagłady Thrintowie zdecydowali, że ich wrogowie przeminą razem z nimi: w tym celu zbudowali potężny wzmacniacz telepatyczny, zdolny do wydania rozkazu popełnienia samobójstwa wszystkim świadomym gatunkom w galaktyce. Nastawili także swe urządzenie, by powtarzało sygnał przez wieki, przez co wszystkie myślące istoty zginęły. Po setkach milionów lat drożdże zmutowały i w wyniku ewolucji utworzyły bardziej złożone formy życia na Ziemi.
Po swym telepatycznym starciu z Thrintem, Greenberg jest zdezorientowany, bowiem posiada jednocześnie dwa komplety wspomnień: własne i Kzanola. Instynktownie górę bierze w nim Kzanol. Zarówno Greenberg, jak i prawdziwy Kzanol kradną statki kosmiczne i ścigają się do Neptuna, aby odzyskać hełm wzmacniający, który jest wystarczająco silny, aby móc rozkazywać wszystkim myślącym istotom w Układzie Słonecznym. Osobowość Greenberga dochodzi jednak w końcu do głosu; telepacie, uzbrojonemu teraz w wiedzę, jak przeciwstawić się Mocy (którą zyskał dzięki wspomnieniom Kzanola), udaje się ponownie uwięzić Thrinta w polu spowalniającym.
Jednym z głównych elementów fabuły jest zimna wojna pomiędzy Ziemianami a „Pasowcami”, mieszkańcami pasa planetoid wokół orbity Marsa. Konflikt ten grozi rozwinięciem się w wyniszczającą wojnę, gdyby którejś ze stron udało się przejąć kontrolę nad urządzeniem telepatycznym.

## Odbiór
Algis Budrys opisał World of Ptavvs jako utwór „energiczny, pomysłowy i optymistyczny”, chwaląc Nivena za „traktowanie telepatii jako logicznie wytłumaczalnego fenomenu”.
Krytyk Alan Brink zauważył: „Niven bardzo efektywnie użył zwiastuna; ktoś, kto nie przeczytał książki nie ma pojęcia, kim bądź czym są „Ptavvy”; dopiero po lekturze okazuje się, że my sami jesteśmy Ptavvami, Ziemia zaś to Świat Ptavvów – przynajmniej z perspektywy kosmity. Sukces tej powieści świadczy o skuteczności stosowanych przez Nivena środków pobudzania ciekawości”.
Charles Stross inspirował się relacjami między Thrintami a Tnuctipami, kiedy tworzył zależności między githyanki a illithidami na potrzeby Advanced Dungeons & Dragons. Uważał także, że illithidzi zostali zainspirowani Thrintami.

## Pojęcia
- Thrintowie byli wspomniani we wcześniejszym opowiadaniu z cyklu Poznany Kosmos: „The Handicapped”. World of Ptavvs ujawnia wiele nowych cech tej rasy, łącznie z tym, że nie byli szczególnie inteligentnym gatunkiem, a swe imperium zbudowali poprzez kontrolę mądrzejszych istot.
- Ptavv to Thrint, który nie ma mocy telepatycznych. Thrintowie uważają za wielką hańbę posiadanie Ptavva w rodzinie i z reguły sprzedają ich handlarzom niewolników.
- Bandersnatche to ogromne rozumne stworzenia, składające się z pojedynczej gigantycznej komórki, a z wyglądu przypominające białe ślimaki wielkości góry. Zostały one rzekomo stworzone jako źródło pożywienia przez Thrintów, którzy zasmakowali w nich, choć tak naprawdę były szpiegami swoich twórców, Tnuctipów, inteligentnej, choć zniewolonej rasy, która jako pierwsza zbuntowała się przeciwko Thrintom. Tylko Bandersnatche przeżyły wojnę, ponieważ zostały specjalnie zaprojektowane, aby być odpornymi na telepatię Thrintów. Ludzie natknęli się na Bandersnatche podczas kolonizacji planety Jinx; udało im się ustalić, że są to istoty zdolne do myślenia.
- Larry Greenberg, główny bohater World of Ptavvs, zgłosił się wraz ze swą żoną na ochotnika do emigracji na Jinx, aby pomóc kolonistom w komunikacji z Bandersnatchami. Pod koniec historii jest jeszcze lepiej przygotowany do tego zadania, zna bowiem alfabet Thrintów, którego Bandersnatche wciąż używają.
- Relatywizm kulturowy – Kzanol wydaje się być postacią bezwzględną i okrutną, uważając swoje prawo do zniewolenia każdego człowieka, którego spotyka, za rzecz oczywistą. Jednakże stopniowo okazuje się, że jego poglądy są dość „liberalne” według standardów Thrintów, a jego rodzina zawsze traktowała swoich niewolników nieco lepiej niż ich pobratymcy. Widać to szczególnie jasno w jego decyzji uratowania życia niewolnika, który przebywał razem z nim na statku, kiedy groziło mu zniszczenie – inni Thrintowie nigdy by tego nie uczynili. W ostatnich rozdziałach książki to człowiek – Greenberg – podejmuje bezwzględną decyzję pozostawienia Kzanola w polu spowalniającym razem z jego telepatycznym wzmacniaczem i wrzucenia go w głąb Jupitera na kolejne eony.

## Podobne motywy u innych pisarzy
Motyw ludzkiego telepaty „wchłaniającego” umysł kosmity i dzięki temu uzyskującego różne zdolności i informacje jest centralnym elementem powieści Clifforda Simaka Czas jest najprostszą rzeczą.

## Wydanie polskie
Powieść „World of Ptavvs” nie została jeszcze przetłumaczona na język polski.